# 近藤幸夫
近藤 幸夫（こんどう ゆきお）は、日本の弁護士。岡山弁護士会会長を経て、日本弁護士連合会副会長。

## 人物・経歴
岡山県総社市出身。1974年岡山大学法学部卒業。1987年岡山弁護士会弁護士登録。2000年岡山弁護士会副会長。2013年岡山弁護士会会長。2019年から日本弁護士連合会副会長を務め、国選弁護や、法教育施策等を担当した。